# Carlon Brown
Pour les articles homonymes, voir Brown.
Carlon Michael Brown, né le 2 octobre 1989 à Riverside en Californie, est un joueur américain de basket-ball.